# Madre (film 2017)
Madre è un cortometraggio del 2017 diretto da Rodrigo Sorogoyen.
Nel 2017 è stato presentato in anteprima al Festival di Malaga del 2017 ed è stato anche proiettato al Toronto International Film Festival. Ha vinto il Premio Goya per il miglior cortometraggio di finzione ai 32° Premi Goya ed è stato candidato per l'Oscar al miglior cortometraggio ai Premi Oscar 2019.

## Adattamento cinematografico
Il cortometraggio è stato ampliato in un lungometraggio omonimo del 2019 diretto dallo stesso regista, Rodrigo Sorogoyen.

## Riconoscimenti
- 2017 - Alcalá de Henares Short Film Festival
  - Audience Award al miglior cortometraggio
  - Community of Madrid Award al miglior cortometraggio
- 2017 - Cortada
  - Miglior cortometraggio
- 2017 - Cortogenia
  - Miglior suono
- 2017 - L'Alfàs del Pi Film Festival
  - Miglior cortometraggio
  - Miglior attrice a Marta Nieto
- 2017 - Madrid Short Film Week
  - Miglior cortometraggio
- 2017 - Medina Film Festival
  - Miglior fotografia
- 2017 - Festival di Malaga
  - Cortometraggi - Miglior attrice a Marta Nieto
  - Cortometraggi - Premio del pubblico
  - Nomination Miglior cortometraggio
- 2018 - Anatomy Crime and Horror Film Festival
  - Premio della Giuria al miglior cortometraggio
  - Premio della Giuria al miglior regista di cortometraggio
  - Premio della Giuria alla miglior attrice a Marta Nieto
- 2018 - Festival Internacional de Cortometrajes de Torrelavega
  - Nomination Premio della Giuria al miglior cortometraggio
- 2018 - Film Leben Festival
  - Miglior cortometraggio
- 2018 - Gold Movie Awards
  - Best of the Year Award
- 2018 - Premi Goya
  - Miglior cortometraggio di finzione
- 2018 - José María Forqué Awards
  - Miglior cortometraggio
- 2018 - Miami Film Festival
  - Miglior cortometraggio
- 2018 - New York City Short Film Festival
  - Miglior cortometraggio
- 2018 - Oaxaca FilmFest
  - Premio della Giuria al miglior cortometraggio
- 2018 - Piélagos en Corto - Festival Internacional de Cortometrajes de Ficción
  - Miglior cortometraggio
  - Miglior regista
  - Miglior attrice a Marta Nieto
- 2018 - Premios Fugaz
  - Miglior cortometraggio
  - Miglior regista
  - Miglior attrice a Marta Nieto
  - Miglior sceneggiatura
  - Nomination Miglior suono
- 2018 - Riurau Film Festival
  - Premio della Giuria al miglior cortometraggio
- 2018 - San Francisco Frozen Film Festival
  - Miglior cortometraggio drammatico
- 2018 - Skepto Film Festival
  - Jury Special Mention
  - Nomination Best Short Fiction Film
- 2018 - Vilnius International Film Festival
  - Audience Award al miglior cortometraggio
  - Nomination Short Films Competition
- 2019 - Premi Oscar[3]
  - Nomination al Miglior cortometraggio
- 2019 - CinEuphoria Awards
  - Top Short Films of the Year - International Competition
  - Nomination Miglior attrice in un cortometraggio a Marta Nieto
  - Nomination Miglior cortometraggio
- 2019 - Festival de Cortos Fantásticos La Vieja Encina
  - Premio della Giuria al miglior cortometraggio